# Philonthus laminatus
Philonthus laminatus – gatunek chrząszcza z rodziny kusakowatych i podrodziny kusaków.
Gatunek ten został opisany w 1799 roku przez Christiana Creutzera jako Staphylinus laminatus.
Chrząszcz o wydłużonym ciele długości od 8 do 10 mm. Głowę ma w zarysie zaokrągloną, węższą od przedplecza, z delikatną mikrorzeźbą pośrodku czoła. Czułki mają przedostatni człon o szerokości trochę większej od długości. Przedplecze jest zwężone ku przodowi, pośrodku bez punktów i mikrorzeźby, w każdym rzędzie grzbietowym ma po jednym punkcie położonym blisko przedniego brzegu. Pokrywy są nie krótsze od przedplecza, gęsto punktowane, zwykle z metalicznie zielonym lub niebieskozielonym połyskiem, ale u jednej z form ciemnobrunatne. Piąty tergit odwłoka cechuje wyraźna, biała, błoniasta obwódka na tylnej krawędzi. Samiec ma aparat kopulacyjny symetryczny, obrócony o kąt prosty wokół osi podłużnej, zaopatrzony w paramerę z czterema szczecinkami i czarnymi, ziarenkowatymi plamkami po wewnętrznej stronie szczytu.
Owad znany z prawie całej Europy, Rosji, Gruzji, Turcji i Iranu. W Europie rozprzestrzeniony od krajów śródziemnomorskich po koło podbiegunowe. Bytuje pod kamieniami i rozkładającymi się szczątkami organicznymi, gdzie poluje na larwy muchówek.